# Батіг (Marvel Comics)
Батіг (англ. Whiplash) — вигаданий персонаж, суперлиходій з коміксів американського видавництва Marvel Comics. Один з його псевдонімів - Марк Скот. Справжнє ім'я - Марк Скарлотті.

## Вигаданий життєпис

### Ранні роки
Після закінчення університету, Марк Скарлотті почав працювати на Маггію (Maggia) в ролі проектувальника зброї. Згодом він сконструював зброю як для Маггії, так і для себе. Скарлотті створив сталевий еластичний батіг (прут), здатний розрубати практично будь-який метал за винятком Адаманта. 
Скарлотті володів природним даром в користуванні батогом і практикувався з ним, поки не став майстром у використанні батога як смертельної зброї. 
Він використовував свій винахід, щоб стати спеціальним костюмованим агентом для Маггії і взяв собі прізвисько «Батіг». Батіг добре зарекомендував себе у Маггії при першій битві з Залізною людиною, хоча поєдинок закінчився нічиєю. Пізніше Маггія під псевдонімом Марка Скотта відправить Скарлотті до філії Старк Інтернешнл в Цинциннаті. Метою Скарлотті був збір і вивчення різних проектів. Скарлотті став головою дослідницького центру. В цей час він ще раз стикнувся у сутичці зі Залізною людиною.
Згодом Батіг вирішив залишити роботу в Старк Індастріз. Розумна істота з іншого виміру, Чорна Лама, запропонувала Батогу, а також Правителю та Людині-бику, шанс отримати Золоту Сферу Сили. Чорна Лама відправила їх як Смертельний Загін, щоб знищити Залізну людину на заході Comic-Con в Сан-Дієго. Залізній людині вдалося здолати трійцю замаскованих злодіїв.
У підсумку, Батога заарештували і відправили до в'язниці. Маггія внесла заставу за нього і продовжила наймати його в ролі найманого вбивці.      
Перебуваючи на завданні, Батіг воював з Людиною-павуком і Залізною людиною, але виявився на межі божевілля через вплив психічних сил Духа.      
Батіг оговтався прийшов до тями вже в тюрмі Райкер. Пізніше, Джастін Гаммер, конкурент Тоні Старка, допоміг Батогу втекти з в'язниці. Гаммер сформував свою команду суперлиходіїв за однієї умови: що він буде фінансувати їхнє спорядження і операції, а натомість буде отримувати прибуток від награбованого.       
Гаммер також планував підірвати репутацію Старка і Залізної людини. Батіг, Плавитель і перший Буран за наказом Гаммера вирушили в Атлантік-Сіті. Залізна людина застала трійцю злодіїв, які грабували казино, і за допомогою Бетані Кейб переміг їх. Вона критикувала Залізну людину за те, що він бореться з суперлиходіями замість того, щоб захищати Старка. Конфлікт посилився, коли Джастін Гаммер звинуватив Залізну людину у вбивстві. Замість того, щоб помститися Гаммеру й очистити своє ім'я, Залізна людина став шукати розради на дні чарки.           
Все-таки з часом, Старк вирішив повернути чесне ім'я Залізній людині і знайти винного. Скотт Ленг (Людина-мураха) допитав Батога у в'язниці Райкер і з'ясував розташування Гаммера. Пізніше Гаммеру вдалося витягнути Батога, Плавитела і Бурана з ув'язнення. Залізна людина зумів виявити розташування особняка Гаммера разом з самим Гаммером і його поплічниками, включаючи Батога.             
Гаммер наказав всім атакувати Залізну людину, але навіть при такій підтримці залізний месник переміг Батога. Проте, самому Гаммеру за допомогою першого Шпигуна вдалося втекти. Залізна людина виправдав себе, а Батіг разом зі своїми спільниками був відправлений в тюрму. Через кілька місяців, Скарлотті дасть про себе знати під іншим ім'ям і в іншому костюмі.

## Чорний Батіг
З часу поразки від рук Залізної людини, Скарлотті удосконалив свій бойовий комплект і взяв прізвисько «Чорний Батіг» (англ. Blacklash). Він повернувся з метою вдосконалити себе як головного найманого вбивцю. Проте, Чорний Баітг знову і знову опинявся переможеним Залізною людиною і не міг досягти своєї мети. Після безуспішної кар'єри злочинця, прагнення змінитися виявилися також незадоволеним. Через свою загальновідому кримінальну діяльність Скарлотті не зміг укласти жодного законного контракту або отримати чесну роботу. Він став об'єктом глуму місцевих жителів і виявився відкинутим батьками. Скарлотті нічого не залишалося як повернутися до злочинного життя. Ось чому, коли Маггія знову покликала Чорного Батога на службу, він радо погодився. Чорний Батіг отримав завдання вбити на зборах вченого, але своєчасне втручання Людини-павука і Джима Родса як Залізної людини, дозволило вченому вижити. Чорний Батіг вступив в сутичку з двома героями, але знову опинився переможеним і ув'язненим. Вийшовши на свободу, Чорний Батіг недовгий час працював зі Зловісним синдикатом і без успіху атакував Людину-павука. Пізніше, найнятий Джастіном Гаммером, Чорний Батіг спільно з першим Жуком і другим Бураном відправився знищити Силу — колишнього поплічника Гаммера. Однак, зловісна трійця була переможена Тоні Старком, Родсом і Силою.
Промисловий саботажник, відомий як Привид, виявився проблемою як для Гаммера, так і для Старка. Гаммер наказав Чорному Батогу, Бумерангу і Бурану об'єднатися з Залізною людиною і захопити Привида. Проте пізніше Чорний Батіг нападе на Залізну людину. Гаммер доручив Чорному Батогу і Носорогу дістати броню і хвіст Скорпіона, коли той порушив свою домовленість з Гаммером.

## Іван Ванко
Іван був сином російського фізика, Антона Ванко, який допомагав Говарду Старку (батько Тоні Старка), в створенні дугового реактора. Але він був згодом депортований зі США. Батько Івана страждав алкоголізмом і протягом багатьох років зганяв злість на своєму синові. У якийсь момент його піймали на продажу плутонію Пакистану і відправили до в'язниці на 15 років. Протягом багатьох років, Іван став розбиратися в фізиці й механічних науках. Після смерті батька в убогості, Ванко присягнувся помститися сім'ї Старків, через яку Антон був відправлений назад в СРСР. Він побудував екзоскелет, який живиться від мініатюрного дугового реактора, щоб з його допомогою вбити Тоні Старка.